# Laurent Theureau
 (octobre 2018).
Laurent Theureau est un dessinateur et scénariste de bande dessinée né en 1965 à Tours.
Il étudie le dessin à l'École supérieure des arts Saint-Luc de Bruxelles pendant deux ans, il rencontre Jean-Pierre Dionnet à Métal hurlant.

## Biographie
Laurent Theureau est né le 21 mars 1965 à Tours . En 1982 il noue des contacts avec Métal hurlant que concrétise un an plus tard Jean-Pierre Dionnet en publiant ses premières pages. Cette même année, il commence en tant qu'illustrateur une collaboration de plusieurs années avec le magazine de custom automobile Nitro. De 1984 à 1986 il étudie à l'École supérieure des arts Saint-Luc de Bruxelles. Grâce aux éditions Magic Strip il s'initie sur le tas à la maquette de livres. Sous la houlette de Jean-Luc Fromental, Métal hurlant lui propose d'adapter des nouvelles de Sam Shepard. Suivent de courts récits scénarisés par Patrick Galliano (Ciao Jessica, 1988)
C'est dans le magazine (À suivre) qu'il publie avec Jean-Pierre Dionnet son premier grand récit : L'ange de miséricorde. Il collaborera  jusqu'à la fin du journal en illustrant ses propres scénarios (La Turquoise maléfique, 1993).
Il se consacre un temps au monde de la brocante puis revient à la bande dessinée en élaborant avec Jean-Pierre Dionnet le premier tome de la série Des dieux et des hommes intitulé La fin du commencement publié par Dargaud,,, qui est un hommage à Moebius.

## Publications
- Ciao Jessica (dessin), avec Patrick Galliano (scénario), Les Humanoïdes associés, coll. « Roman graphique », 1988  (ISBN 2731605103).
- L'Ange de miséricorde (dessin), avec Jean-Pierre Dionnet (scénario), Casterman, coll. « Studio (À suivre) », 1993  (ISBN 2203338504)[11],[12].
- La Turquoise maléfique, Casterman, coll. « Les Romans (À suivre) », 1993  (ISBN 2203359080).
- Des dieux et des hommes, t. 1 : La Fin du commencement (dessin), avec Jean-Pierre Dionnet (scénario), Dargaud, 2011  (ISBN 9782205063745)[7],[8],[9].

## prix
- 1995 : Prix Nouvelle République pour La turquoise maléfique